# Biserica armeano-gregoriană „Sfânta Născătoare de Dumnezeu” din Orhei
Biserica armeano-gregoriană „Sf. Născătoare de Dumnezeu” este o biserică amplasată pe str. Vasile Lupu, 26 în Orhei, Republica Moldova. Este un monument arhitectural de importanță națională inclus în Registrul monumentelor Republicii Moldova ocrotite de stat cu nr. 950 (raionul Orhei). Datează din 1902-1903.